# Konzo (Burkina Faso)
Pour les articles homonymes, voir Konzo.
Konzo est une commune rurale située dans le département de Léna de la province du Houet dans la région des Hauts-Bassins au Burkina Faso.

## Éducation et santé
Le centre de soins le plus proche de Konzo est le centre de santé et de promotion sociale (CSPS) de Kouékouesso.